# Only You 君と夏の日を
「Only You 君と夏の日を」（オンリー ユー きみとなつのひを）は、日本のバンドTUBEの23枚目のシングルである。1996年5月11日発売。発売元はソニー・ミュージックレコーズ。

## 概要
- 前作から10ヶ月ぶりとなるシングル。
- アルバム『Only Good Summer』には基本はシングルと同じだが、演奏の最後に前田の「Oh yheei!」という声が収録されている。以降に発売されたベストアルバム『TUBEst III』及び『Best of TUBEst 〜All Time Best〜』に収録された際にもこのバージョンだったが、『All Singles TUBEst -Blue-』にてシングルバージョンが初めてアルバムに収録された。
- カップリング曲の「今よりも I Love You」は本作のCDが廃盤になって以降、長い間アルバム未収録で入手困難な状況が続いたが、2025年7月26日に各配信サイトでのダウンロード配信及びサブスクリプション配信が開始された[1]。

## 収録曲
| 全作詞: 前田亘輝、全作曲: 春畑道哉、全編曲: TUBE。 |                                              |          |            |      |
| #                                                  | タイトル                                     | 作詞     | 作曲・編曲 | 時間 |
| 1.                                                 | 「Only You 君と夏の日を」                    | 前田亘輝 | 春畑道哉   | 4:21 |
| 2.                                                 | 「今よりも I Love You」                      | 前田亘輝 | 春畑道哉   | 4:59 |
| 3.                                                 | 「Only You 君と夏の日を (Original Karaoke)」 | 前田亘輝 | 春畑道哉   | 4:19 |
| 合計時間:                                          | 合計時間:                                    | 13:39    |            |      |

## 収録アルバム
- Only Good Summer (#1、Album Version)
- TUBEst III (#1、Album Version)
- Best of TUBEst 〜All Time Best〜 (#1、Album Version)
- 35年で35曲 “夏と恋” ～夏の数だけ恋したけど～（#1、リミックス）
- All Singles TUBEst -Blue- (#1)

## タイアップ
Only You 君と夏の日を
- サッポロビール「夏の海岸物語」CMソング

## 参加ミュージシャン
- 鹿島伸夫：ピアノ・オルガン
- 沓野行秀（Riding）：パーカッション
- 小松久：コーラス
- 中尾昌文：マニピュレート
- 古川真一：コーラス